# Slöjd-Detaljer
Slöjd-Detaljer är ett svenskt familjeägt företag som specialiserar sig på försäljning av material och verktyg för hantverk, slöjd och konstnärligt skapande. Företaget grundades 1960 i Skara av Dan och Margit Medin och har sedan dess utvecklats till en av Nordens ledande leverantörer inom sitt område.
Företaget är sedan 2009-12-03 miljöcertifierade enligt ISO 14001 - ISO Certifiering av miljöledningssystem.

## Historia
Slöjd-Detaljer startades som ett litet familjeföretag med syftet att tillhandahålla material för träslöjd, ett ämne som på 1960-talet blev en central del av den svenska skolan och fritidsverksamheten. Företaget växte snabbt och började utöka sitt sortiment till att inkludera en bredare variation av slöjd- och konstnärsmaterial.
Under 1970- och 1980-talet expanderade företaget sin verksamhet genom att distribuera sina produkter via postorderkataloger, vilket gjorde det möjligt för kunder över hela Sverige att handla hantverksmaterial på ett enkelt sätt. Med tiden började Slöjd-Detaljer även exportera sina produkter till andra nordiska länder.

## Nutid och verksamhet
Idag erbjuder Slöjd-Detaljer ett brett utbud av material för träslöjd, textilhantverk, pappershantverk, smyckestillverkning och konstnärsbehov. Förutom sina fysiska butiker i Skara, Göteborg, Malmö och Stockholm driver företaget en omfattande e-handelsverksamhet och distribuerar produkter till både privatpersoner, skolor och företag i hela Norden.
Slöjd-Detaljer har fortsatt att utvecklas med fokus på hållbarhet och kvalitet och strävar efter att erbjuda produkter som inspirerar till kreativitet och skaparglädje. Företaget är idag en etablerad aktör inom DIY-segmentet och fortsätter att spela en viktig roll för slöjd- och hantverksentusiaster i Norden. Slöjd-Detaljer ambition för framtiden är att fortsätta vara ett familjeföretag och att den tredje generationen som nu driver bolaget skall utveckla och driva företaget lönsamt framåt.

## Högt ställda krav
Slöjd-Detaljer arbetar aktivt för att minska sin miljöpåverkan genom att erbjuda hållbara material och produkter med fokus på kvalitet och lång livslängd. Företaget strävar efter att främja återbruk och använda naturliga material i sitt sortiment, samtidigt som det samarbetar med leverantörer som tillämpar hållbara och etiskt ansvarsfulla produktionsmetoder. 

## Produkter och sortiment
Slöjd-Detaljer erbjuder ett omfattande sortiment för alla som älskar hantverk, pyssel och kreativt skapande. Sortimentet består av 9 500 produkter, varav 2 000 ingår i det egna varumärket Slöjd-Detaljer. Företaget strävar efter att årligen förnya 20 % av sitt sortiment.
Slöjd-Detaljer har en egen produktutveckling, där företagets personal tar fram materialsatser med tydliga instruktioner och förslag på vad kunderna kan skapa med innehållet. Dessutom samarbetar företaget med fristående kreatörer och leverantörer för att utveckla nya produkter.

## Media
- Ny generation tar över anrika företaget - NLT